# Ivan Vazov
Ivan Minčov Vazov (bolgarsko Иван Минчов Вазов), bolgarski pesnik, pisatelj, dramatik in politik, * 9. julij 1850, Sopot, Osmansko cesarstvo (zdaj Bolgarija), † 22. september 1921.
Velja za največega bolgarskega književnika, »patriarha bolgarske književnosti«, ki pooseblja bolgarsko kulturo svojega časa. Njegovo najbolj znano delo je roman Pod jarmom (Pod igoto).

## Življenjepis
Ljubezen do knjig je privzel po materi, ki je spodbujala njegovo šolanje in prve poskuse pisanja. Šolanje je začel v domačem mestecu, ga nadaljeval v Kaloferju in na koncu obiskoval še gimnazijo v Plovdivu. Tam je prišel v stik z rusko in francosko literaturo ter pričel pesniti. Oče ga je v želji, da bi prevzel njegov posel, poslal na študij v Romunijo, kjer je Vazov navezal stike z mladimi Bolgari v izgnanstvu, ki so načrtovali odpor proti osmanski oblasti. Po brutalnem zatrtju aprilske vstaje leta 1876 je moral tudi sam poiskati zatočišče v Romuniji. V tem času je bil njegov rojstni kraj požgan, oče ubit, mati z njegovimi brati pa se je morala umakniti v samostan v Rodopih.
Vrnil se je ob osvoboditvi Bolgarije in postal uradnik, a se je po nekaj letih zaradi zapletene politične situacije pod protiruskim režimom Stefana Stambolova umaknil v Odeso. Po vrnitvi je bil med leti 1897 in 1899 minister za izobraževanje v vladi Konstantina Stoilova, nato pa se je umaknil iz javnega življenja in se povsem posvetil ustvarjanju ter intenzivno pisal skoraj do svoje smrti leta 1921.

## Delo
Že za časa življenja je zaslovel kot oče bolgarske književnosti; opeval je podeželsko življenje in narodno identiteto ter trpljenje svojih rojakov pod osmansko vladavino. Ustvaril je veliko število pesmi in proznih ter dramskih del, ki so znatno pripomogla k utrjevanju bolgarskega knjižnega jezika. Ob tem je na Zahodu praktično neznan, le roman Pod jarmom je bil preveden v več deset tujih jezikov kot edini širši evropski javnosti dostopen zapis.